# بيتر ريتشل
بيتر ريتشل (بالألمانية: Peter Reichel)‏ هو لاعب كرة قدم ألماني في مركز الدفاع، ولد في 30 نوفمبر 1951 في غيسن في ألمانيا. شارك مع منتخب ألمانيا لكرة القدم. أما مع النوادي، فقد لعب مع آينتراخت فرانكفورت.

## وصلات خارجية
- بيتر ريتشل على موقع قاعدة بيانات كرة القدم.إي يو (الإنجليزية)
- بيتر ريتشل على موقع بيانات كرة القدم. دي إي (الألمانية)
- بيتر ريتشل على موقع ناشيونال فوتبول تيمز (الإنجليزية)
- بيتر ريتشل على موقع عالم كرة القدم.نت (الإنجليزية)